# Флаг Суровикино
Флаг городского поселения города Сурови́кино Суровикинского муниципального района Волгоградской области Российской Федерации — опознавательно-правовой знак, составленный и употребляемый в соответствии с вексиллологическими (флаговедческими) правилами, и являющийся официальным символом города Суровикино как муниципального образования, символизирующий его достоинство и административное значение, единство его территории и населения, историческую преемственность, а также права органов местного самоуправления города Суровикино.
Флаг утверждён 2 сентября 2008 года и внесён в Государственный геральдический регистр Российской Федерации с присвоением регистрационного номера 4942.

## Описание
«Флаг города Суровикино представляет собой прямоугольное полотнище с отношением ширины к длине 2:3, воспроизводящее композицию герба города Суровикино в тёмно-красном и жёлтом цветах.
Оборотная сторона флага является зеркальным отображением его лицевой стороны».
Геральдическое описание герба гласит: «В червлёном поле два серебряных противосидящих сокола с обращёнными головами и распростёртыми к краю, правый правое крыло, левый левое крыло, к центру у обеих птиц крылья опущены. В лапах золотые сабли в лазоревых ножнах положенные накрест, сопровождаемые в главе трилистным золотым крестом».